# Província de Uzen

Província de Uzen

Uzen (羽前国, Uzen no kuni) foi uma antiga província do Japão, equivalente à maior parte da atual prefeitura de Yamagata na região de Tōhoku da ilha de Honshū.

## Distritos
- Tagawa (田川郡)
- Mogami (最上郡)
- Murayama (村山郡)
- Okitama (置賜郡)